# الرامي A*

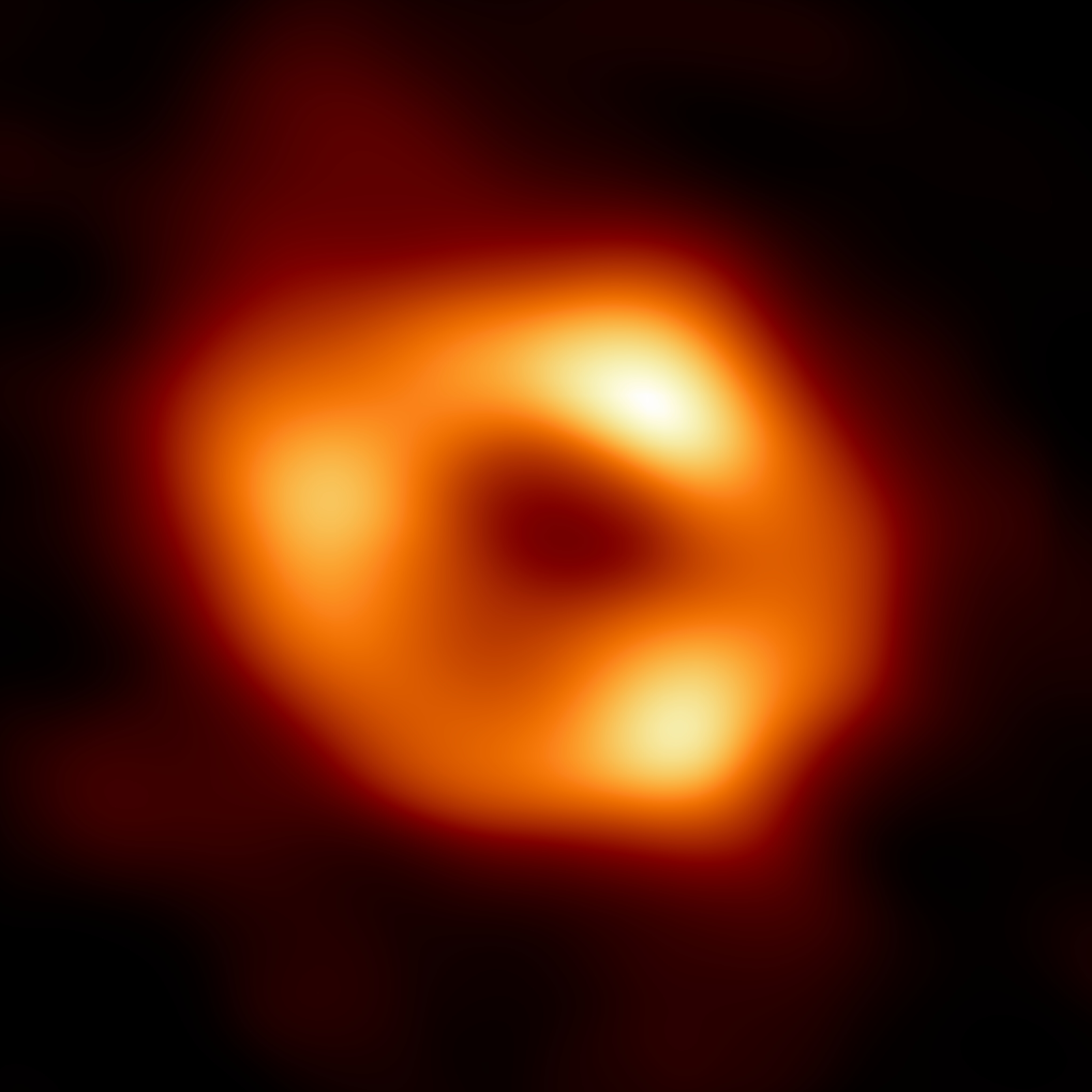
صورة الثقب الأسود Sagittarius *A الذي يقع في مركز مجرتنا. وكتلته تبلغ أكثر 3و4 مليون مرة من كتلة الشمس. صورة حديثة صدرت في 12 مايو 2022.

منطقة الرامي أ* (بالإنجليزية: Sagittarius A*)‏ هي عبارة عن منطقة لامعة ومصدر راديوي قوي جداً تقع في مركز مجرة درب التبانة، وهي جزء من منطقة أكبر تسمى الرامي أ. تحتوي منطقة الرامي أ* على ثقب أسود فائق الكتلة، ويُعتقد أنه توجد ثقوب سوداء شبيهة في مراكز معظم المجرات الحلزونية والإهليجية.

## الوصف
رؤية منطقة «الرامي أ*» غير ممكنة بالطيف المرئي، وهذا بسبب البُعد الكبير بينها وبين الأرض والذي بسببه يبلغ قدرها الظاهري بالطيف المرئي 25، بالإضافة إلى غبار كثيف وتكاثر النجوم قرب مركز المجرة. قامت فرق مختلفة من الباحثين بمحاولة تصوير منطقة الرامي أ* بالطيف الراديوي حيث بهذا يمكن التغلب على امتصاص الغبار للأشعة. حاليا أعلى الصور الملتقطة دقة التقطت بموجة يبلغ طولها 1.3 مم، وتُبيّن قطراً زاوياً للمنطقة يبلغ 37 ثانية قوسية.

### الثقب الأسود فائق الضخامة
الفلكيون واثقون من وجود ثقب أسود فائق الضخامة في مركز مجرتنا - درب التبانة -، في منطقة الرامي أ*، وذلك بسبب أن:
- النجم إس 2 يدور في مدار بيضاوي يتم دورته فيه مرة كل 15,2 سنة، وفي أقرب اقتراب له من الجرم الذي يدور حوله يكون على مسافة 17 ساعة ضوئية منه.[5]
- من حركة النجم «إس 2» يُقدر الفلكيون كتلة الجرم الذي يدور حوله بـ4.1 مليون كتلة شمسية.[6]
- الفلكيون يعرفون أيضاً أن قطر الجرم الذي يدور حوله النجم أقل من 17 ساعة ضوئية، وهذا يعني أن النجم إس 2 سوف يصطدم بالجرم أو سوف تُمزق أجزاء من بواسطة قوة المد والجزر التي يحدثها الثقب الأسود على هذا النجم.[7]
- الجرم الوحيد المعروف الذي يُمكن أن تصل كتلته إلى 4.1 مليون كتلة شمسية وبحجم صغير هو الثقوب السوداء فائقة الضخامة.

وقد قامت بضعة معاهد علمية بتقديم أقوى دليل على احتواء منطقة «الرامي أ*» على ثقب أسود فائق الضخامة، وهو قائم على معلومات من مرصدي المرصد الأوروبي الجنوبي في تشيلي  ومرصد كيك في هاواي.، والتي تم الاستنتاج منها أن كتلتة الثقب الأسود فائق الضخامة في مركز مجرتنا هي 4.1 مليون كتلة شمسية.
- تحقق وجود الثقب الأسود في مركز مجرتنا في منطقة الرامي أ* بصور صدرت في 12 مايو 2022 ، وصورته في أول المقال.

## تاريخ

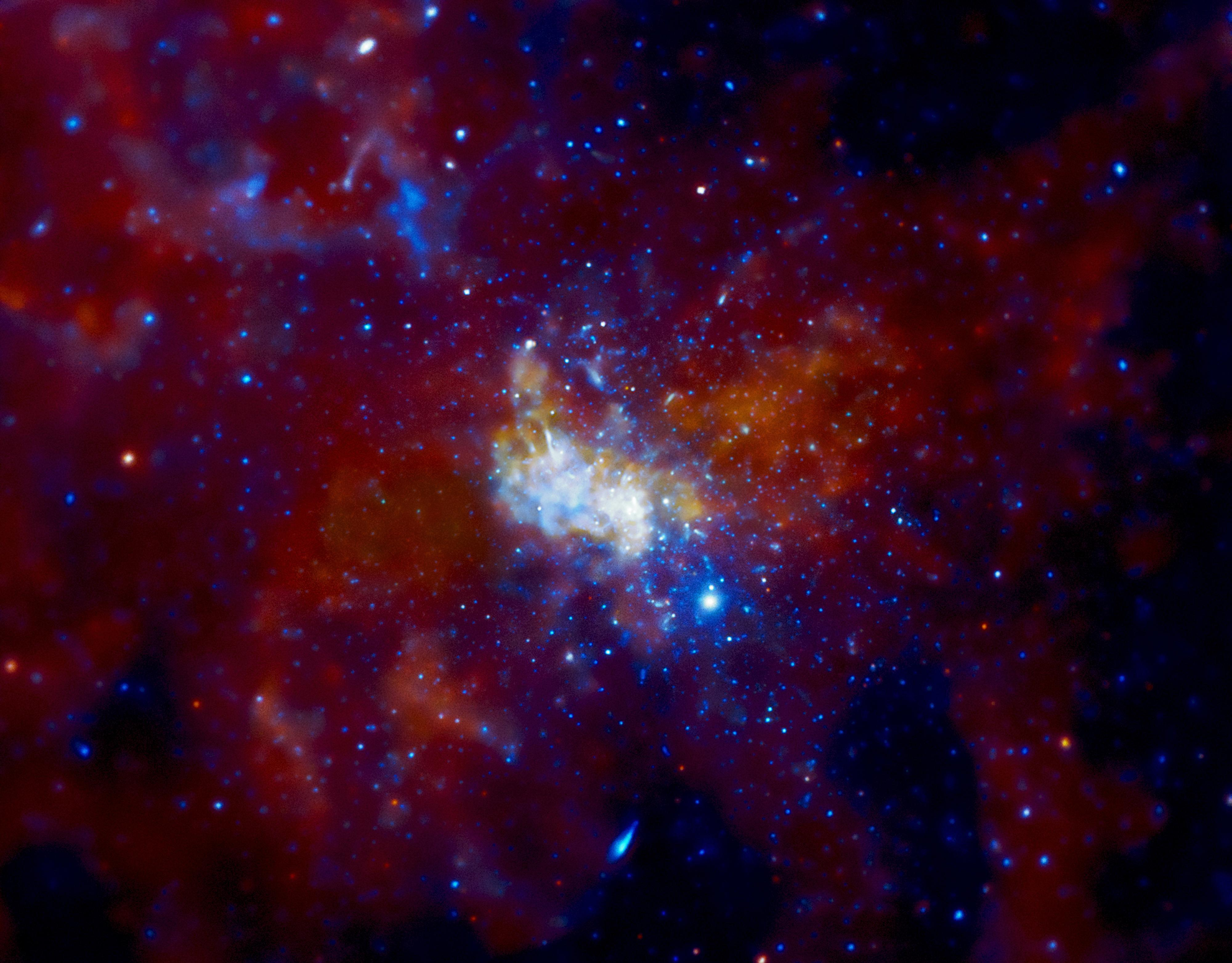
صورة بألوان كاذبة لمنطقة الرامي أ*.

اكتشفت منطقة الرامي أ* في 13 شباط (فبراير) عام 1974 بواسطة «بروس بالِك» و«روبرت براون» باستخدام المرصد الفلكي الراديوي الوطني.
في 16 تشرين الأول (أكتوبر) عام 2002 قام فريق عالمي من معهد ماكس بلانك بتقديم نتائج بحث عن رصد حركة نجم إس 2 الذي يدور حول الرامي أ* استمر لمدة عشر سنوات، وحصل على نتائج تدل على أن الرامي أ* هو جرم بالغ الكثافة وعالي الكتلة. وقد كان تمييز الحركة السريعة لنجم إس 2 سهلا من بقية النجوم البطيئة الحركة على طول خط البصر. وقد دل رصد النجم على أنه يدور حول مركز مجرة درب التبانة. ومن دراسة مداره استنتجوا أن كتلتة الرامي أ* تتراوح بين 2.4 و2.6 كتلة شمسية، وذلك كله محتشد في منطقة لا يتعدى قطرها 17 ساعة ضوئية (120 و.ف)). لكن عمليات الرصد اللاحقة وجدت أن كتلة المنطقة هي 4.1 مليون كتلة شمسية وحجمها لا يتعدى 6.25 ساعة ضوئية (45 و.ف - 6.7 مليار كم). وأيضاً حددوا بُعد مركز درب التبانة بما بين 8.36 و7.52 ألف فرسخ فلكي عن الأرض.

## التحقق عام 2022
تم مشاهدة عدة نجوم تدور حول Sagittarius A* وهي نجوم من نوع إس 2 وتتبعها لتعيين كتلتها ونصف قطر مداراتها . وبناء على تقديرات أكثر دقة لكتلها وصل الباحثون إلى أن الرامي أ* لا بد أن يكون الثقب الأسود الموجود في مركز مجرتنا.  تقدر كتلته بنحو 4.3 مليون كتلة شمسية .
اشتركت في تلك القياسات عدة مراصد موزعة في جميع انحاء العالم ، وتعرف بمقراب أفق الحدث.